# Mistrzostwa Nordyckie w Zapasach 1982
Mistrzostwa odbyły się 27 marca 1982 roku w Göteborgu (Szwecja).

## Tabela medalowa
Gospodarz zawodów został zaznaczony kolorem.
| Poz. | Państwo   |    |    |    | Łącznie |
| ---- | --------- | -- | -- | -- | ------- |
| 1    | Szwecja   | 4  | 2  | 3  | 9       |
| 2    | Finlandia | 3  | 5  | 1  | 9       |
| 3    | Norwegia  | 3  | 3  | 2  | 8       |
| 4    | Dania     | 0  | 0  | 4  | 4       |
|      | Łącznie   | 10 | 10 | 10 | 30      |

## Wyniki

### Styl klasyczny
| Konkurencja            | Złoto           | Srebro             | Brąz                  |
| Kategoria do 48 kg     | Lars Rønningen  | Anders Bükk        | Jukka Loikas          |
| Kategoria do 52 kg     | Jon Rønningen   | Reijo Haaparanta   | Per Nielsen           |
| Kategoria do 57 kg     | Sonny Broman    | Ronny Sigde        | Bjarne Nielsen        |
| Kategoria do 62 kg     | Morten Brekke   | Hannu Lahtinen     | Adam Czolowski        |
| Kategoria do 68 kg     | Gerry Svensson  | Heikki Liimatainen | Atle Stoeve           |
| Kategoria do 74 kg     | Jouko Salomäki  | Roger Tallroth     | Jan Pedersen          |
| Kategoria do 82 kg     | Mikko Huhtala   | Klaus Mysen        | Sören Claeson         |
| Kategoria do 90 kg     | Toni Hannula    | Pal Berger         | Adrian Berg von Linde |
| Kategoria do 100 kg    | Frank Andersson | Keijo Manni        | Geir E. Sabel Olsen   |
| Kategoria ponad 100 kg | Tomas Johansson | Heikki Stark       | Allan Karng           |